# كحيصيات
الكَحِيصِيَّات أو فصيلة فالاكريدي (الاسم العلمي: Phalacridae)، هي فصيلة حشرات واشعة من غمديات الأجنحة وتسمى عادةً خنافس الزهرة الساطعة. وغالبًا ما توجد في الزهور المركبة. بيضية الشكل، عادةً ما تكون سفعاء اللون، ويبلغ طولها حوالي 2 مم.
تضم حوالي 638 نوعًا ضمن 52 جنسًا مُنتشرة في جميع أنحاء العالم.